# Feminisme voor mannen en andere wezens
Feminisme voor mannen en andere wezens is een boek van Frank Meester dat is gepubliceerd in 2023 door Uitgeverij Ten Have (ISBN 9789025911317). Het is een handreiking voor het feminisme met als doelgroep mannen. 

## Inhoud
Het boek bedt in het eerste hoofdstuk het feminisme allereerst historisch in. Meester beschrijft de drie - of vier - golven. Hij beschrijft de suffragettes en de strijd voor vrouwenkiesrecht in de eerste feministische golf, de boeken van Betty Friedan (specifiek The Feminine Mystique (Vertaling: Het misverstand vrouw) uit 1963) en Simone de Beauvoir (Le Deuxième Sexe (Vertaling: De tweede sekse) uit 1949) als start van de tweede feministische golf en de mogelijk derde feministische golf die hij voornamelijk koppelt aan queer theory zoals de ideeën van Judith Butler. Ook haalt hij Rebecca Solnit aan, die in Mannen leggen me altijd alles uit feminisme koppelt aan homo-emancipatie.
Het tweede hoofdstuk is gericht op wat sommigen zien als een vierde feministische golf, hoewel Meester het onduidelijk vindt óf er wel sprake is van een vierde golf. Het huidige feminisme uit zich volgens hem intersectioneel, een idee dat voortkomt uit het werk van Kimberlé Crenshaw. Feminisme komt niet langer alleen op voor vrouwen, maar is ook tegen racisme, speciësisme ('soortisme'), klassenongelijkheid (ook wel 'klassisme' genoemd), validisme (discriminatie van mensen met een beperking) en andere vormen van discriminatie. In navolging van Donna Haraway geeft Meester aan dat alles met elkaar samenhangt. Iedereen is afhankelijk van iedereen en alles. Omdat vrouwen ook door bijvoorbeeld klimaatimpact beïnvloed worden - in het geval van arme, zwarte vrouwen vaak nog meer dan in het geval van rijke, witte mannen - is ook het klimaat een feministische aangelegenheid. Hiermee wordt ook de titel van het boek duidelijk; Meester ziet feminisme als belangrijk voor alles en iedereen, ook voor dieren en de aarde.
Het derde hoofdstuk borduurt hierop voort en legt uit waarom mannen ook moeten investeren in feminisme. Meester gebruikt het werk van Mary Beard om uit te leggen hoe vrouwen al eeuwen lang monddood worden gemaakt en dat aan mannelijke stemmen meer gewicht werd toegekend. Mannen waren de logos, de logica én het woord en vrouwen werden weggezet als emotionele wezens. Hiermee werd ze hun stem ontnomen. Ook tegenwoordig zien we dit nog terug, aldus Meester, wanneer mannen vrouwen aanvallen, iets wat we bijvoorbeeld bij seksueel geweld en femicide zien.
Meester gebruikt het vierde hoofdstuk om het nature-nurture-debat onder de loep aan te nemen. Hij trekt de conclusie dat het lichaam wellicht invloed heeft op de persoon, maar dat het niet is vast te stellen in hoeverre cultuur hier ook aan bijdraagt, omdat niet alles wat als typisch vrouwelijk of mannelijk wordt gezien, altijd gelijk blijft. Meester legt uit dat hij het daarom belangrijk vindt om individuen niet in genderrollen te dwingen. Hij stelt daarop voor om in plaats van de dichotomie mannelijk-vrouwelijk een dichotomie narcistisch-echoïstisch te gebruiken. Hierbij gebruikt hij de termen narcistisch en echoïstisch in navolging van Sigmund Freud en Lou Andreas-Salomé. Narcisme ziet hij als gerichtheid op het zelf, echoïsme als (extreme) gerichtheid op de ander.
Het vijfde hoofdstuk start met een opsomming van de problemen die Meester ziet in de wereld, zoals de klimaatcrisis en verschillende soorten van discriminatie, waaronder ook soortisme. De rest van het hoofdstuk beschrijft hoe de 'mannelijke' kijk op de wereld ons niet heeft geholpen, integendeel. Zo gebruikt hij het werk van Vandana Shiva om uit te leggen dat de natuurwetenschap zich als mannelijk aftekende en er voor zorgde dat de samenleving verder van de natuur af kwam te staan, die als manipuleerbaar benaderd werd. In dezelfde periode zou zich naast een onderwerping van de natuur ook een onderwerping van andere werelddelen voordoen, een streven naar welvaart en het ontstaan van hebzucht en de wetenschappelijke benadering van de economie die deze hebzucht filosofisch onderlegde. Narcisme wordt hierdoor beloond; de economie gaat uit van de gerichtheid op het eigen ik en beloont dit gedrag. Om al deze problemen op te lossen stelt Shiva - en in navolging van haar Meester - dat we niet langer moeten denken dat de mens superieur is en los staat van de rest van de natuur. Meester pleit voor het voorkomen dat narcisten aan de top komen, maar ook voor een betere waardering van typische vrouwenberoepen en daarmee een verandering van het systeem. Dit moet voortkomen uit de wetenschap, die een lange traditie van zelfkritiek heeft en weer terug moet naar de mens als onderdeel van de natuur, maar ook uit de politiek, die veel democratischer moet worden. Dit kan door extreme rijkdom en de macht van het bedrijfsleven te beperken, een idee dat hij ontleent aan Ingrid Robeyns. Meester pleit dan ook voor een herziening van de economische wetenschap zoals de donuteconomie van Kate Raworth.
Meester begint het zesde hoofdstuk met een verwijzing naar Chimamanda Ngozi Adichie. Ngozi Adichie gaf in haar denken al eerder aan dat we jongens óók tekortdoen in de huidige samenleving. Meester bouwt hierop voort en geeft de voordelen die feminisme biedt voor mannen. Het eerste punt dat hij noemt, is dat mannen die feminist zijn betere seks hebben. Ellen Laans ideeën over de orgasmekloof steunen zijn betoog. Een ander punt dat Meester aanhaalt, is dat mannen meer aandacht aan hun uiterlijk kunnen geven door het feminisme. Meester ziet als een derde voordeel van feminisme dat het mannen vrijwaart van de noodzaak alles maar te moeten weten en uit te moeten leggen aan anderen, of te wel te mansplainen. Nog een voordeel zou zijn dat feminisme mannen geld bespaart, omdat vrouwen nu ook eigen bezit hebben en kunnen aanwenden en niet meer van mannen verwacht wordt dat zij kostwinner zijn. Linda Scott, een Amerikaanse econome, ziet ook op landelijk niveau voordelen van gelijkheid; het bruto nationaal product wordt hoger wanneer er meer gelijkheid is en ook op een lager niveau is gelijkheid economisch voordelig. Feminisme zorgt daarnaast voor meer gelijkheid voor mannen, zo krijgen ze meer ruimte voor hun gevoelens, kunnen ze het werk kiezen wat ze willen en is er ook meer ruimte voor slachtofferschap van mannen, bij bijvoorbeeld bij vormen van geweld of stalking. Tot slot zou gendergelijkheid overbevolking en daarmee het milieuprobleem tegengaan.
Het laatste inhoudelijke hoofdstuk van Meester gaat over zijn doelen. Zo geeft hij aan dat hij wil dat iedereen feminist wordt. Ook pleit hij voor bestrijding van discriminatie, armoede, honger, oorlog en genderrestrictieve rollen. Meester raadt aan om telkens een stap te nemen richting deze ideale wereld, hierbij telkens in het achterhoofd te houden nooit mensen of wezens voor dit ideaalbeeld op te offeren. Enkele van dergelijke stapjes zijn: niet meelachen met discriminerende grappen, zoeken naar meningen buiten de eigen 'bubbel' en vrouwen de ruimte geven.

## Ontvangst
Het boek werd wisselend ontvangen. Marthe Kerkwijk gaf het boek vier sterren in Trouw, terwijl het maar twee sterren kreeg van Jonasz Dekkers in NRC. Kerkwijk vond het boek een nuttige aanvulling voor de doelgroep, mensen die nog niet ingelezen zijn op het gebied van feminisme, terwijl het voor de kenner wellicht wat oppervlakkig blijft.  In het interview van Lynn van den Brink met Meester wees zij op de enorm brede visie die Meester heeft op het feminisme.